# Ухановка (Кобелякский район)
Ухановка (укр. Вуханівка) — село,Золотаревский сельский совет,Кобелякский район,Полтавская область,Украина.
Село ликвидировано в 1988 году.

## Географическое положение
Село Ухановка находится на правом берегу реки Кобелячка, выше по течению на расстоянии в 1,5 км расположено село Драбиновка, ниже по течению на расстоянии в 1 км расположено село Золотаревка.

## История
- 1988 — село ликвидировано[1].